# El vuelo del ganso salvaje
El vuelo del ganso salvaje. Exploraciones en la dimensión mitológica (en inglés The Flight of the Wild Gander: Explorations in the Mythological Dimension. Selected Essays, 1944-1968) es un conjunto de ensayos tempranos escritos entre 1944 y 1968 por el mitólogo, escritor y profesor estadounidense Joseph Campbell e incluido en su Obra completa.

## Sinopsis
Publicado originalmente en 1969, representa el primer volumen de ensayos de Campbell, tras el cual se publicó La dimensión mítica, y reúne escritos dispersos entre los años 1944 y 1968.
El ganso salvaje del título es una referencia al concepto hindú de paramahamsa, gran maestro espiritual de sublime iluminación capaz de trascender lo mundano, al igual que el hamsa es capaz de volar sobre el escarpado cielo de los Himalayas.
En la colección de ensayos Campbell explora los orígenes individuales y geográficos del mito, delineando el recorrido completo de la mitología que va desde los cuentos de los hermanos Grimm a las leyendas de los indios americanos.
Esta colección describe el contenido simbólico de las historias: la forma en que están vinculadas a la experiencia humana y la forma en que - junto con nuestras experiencias - han cambiado con el tiempo. En todo momento, Campbell explora la función de la mitología en la vida cotidiana y las formas que puede tomar en el futuro.

## Edición en castellano
- Joseph Campbell (2019). El vuelo del ganso salvaje. Exploraciones en la dimensión mitológica. Barcelona: Editorial Kairós. ISBN 978-84-9988-678-7.

- Datos: Q7734439